# Niederungsmotte Niederpleis
Die Niederungsmotte Niederpleis ist eine abgegangene Motte (Turmhügelburg) am Pleisbach im Sankt Augustiner Stadtteil Niederpleis (In der Aue) im Rhein-Sieg-Kreis in Nordrhein-Westfalen.
Am Wegrand im Pleisbachtal weist eine Hinweistafel auf den Burgstall hin, dessen Umrisse auf einem Weidegelände zu erkennen sind.

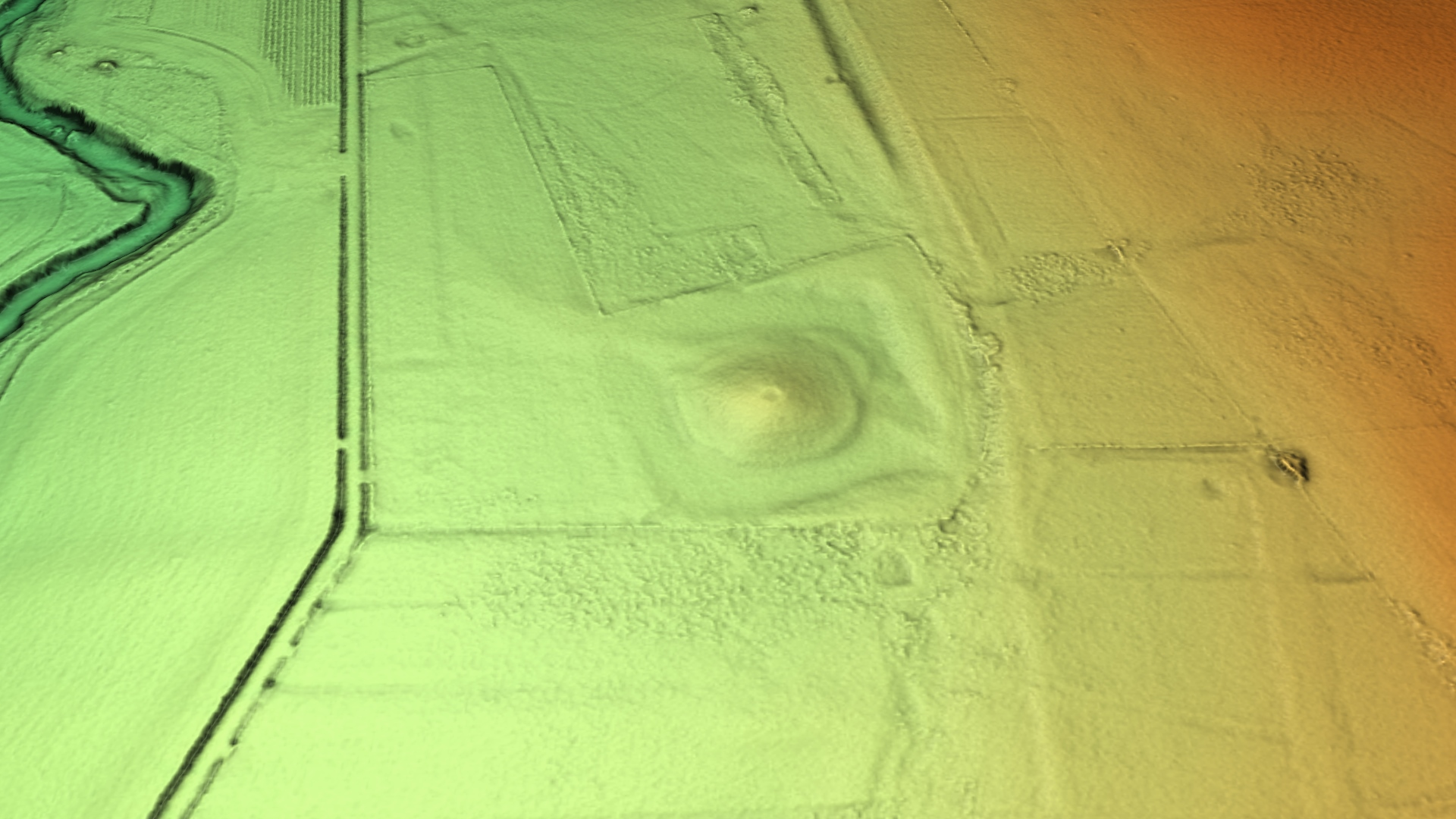
3D-Ansicht des digitalen Geländemodells

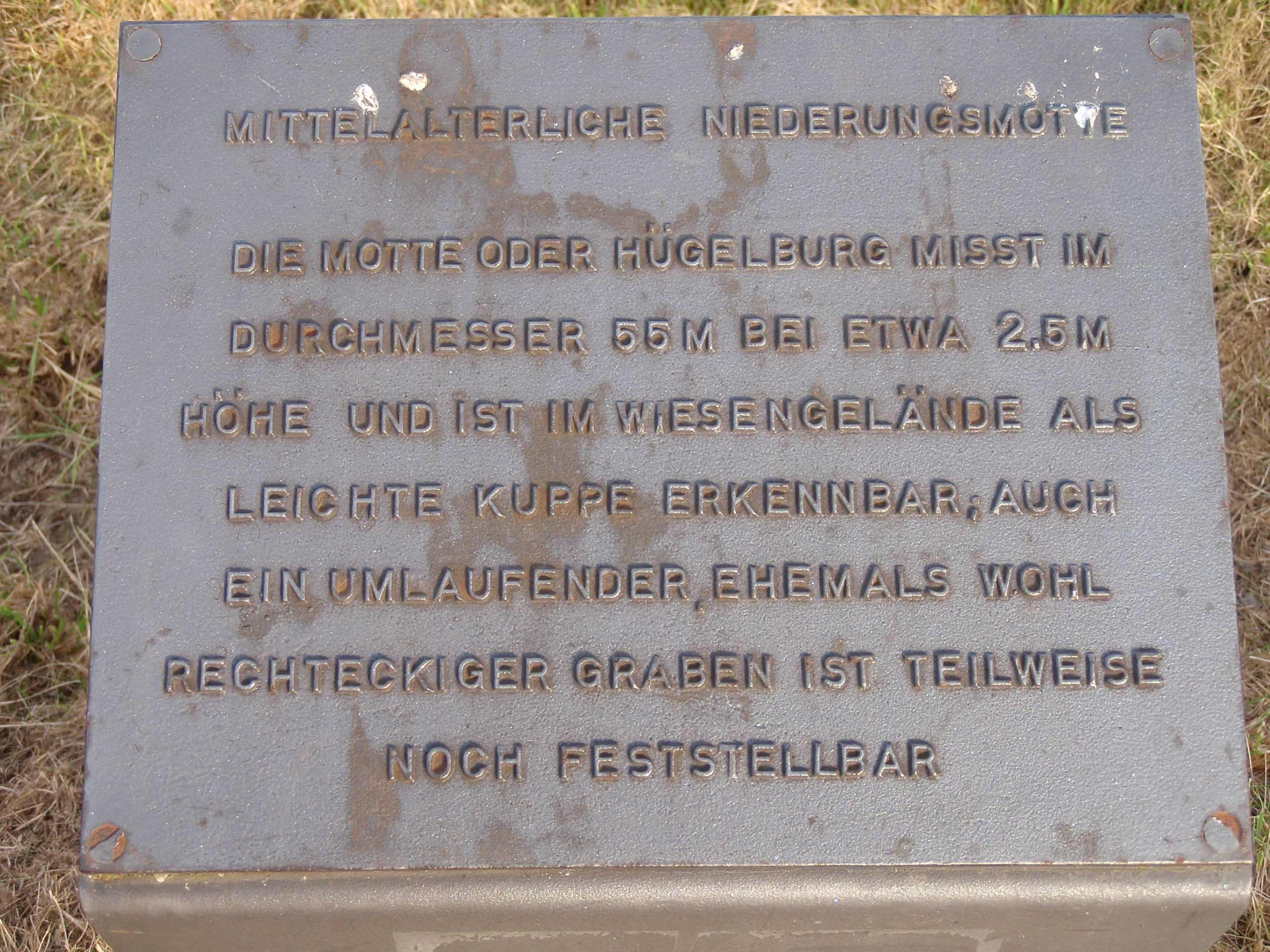
Hinweistafel
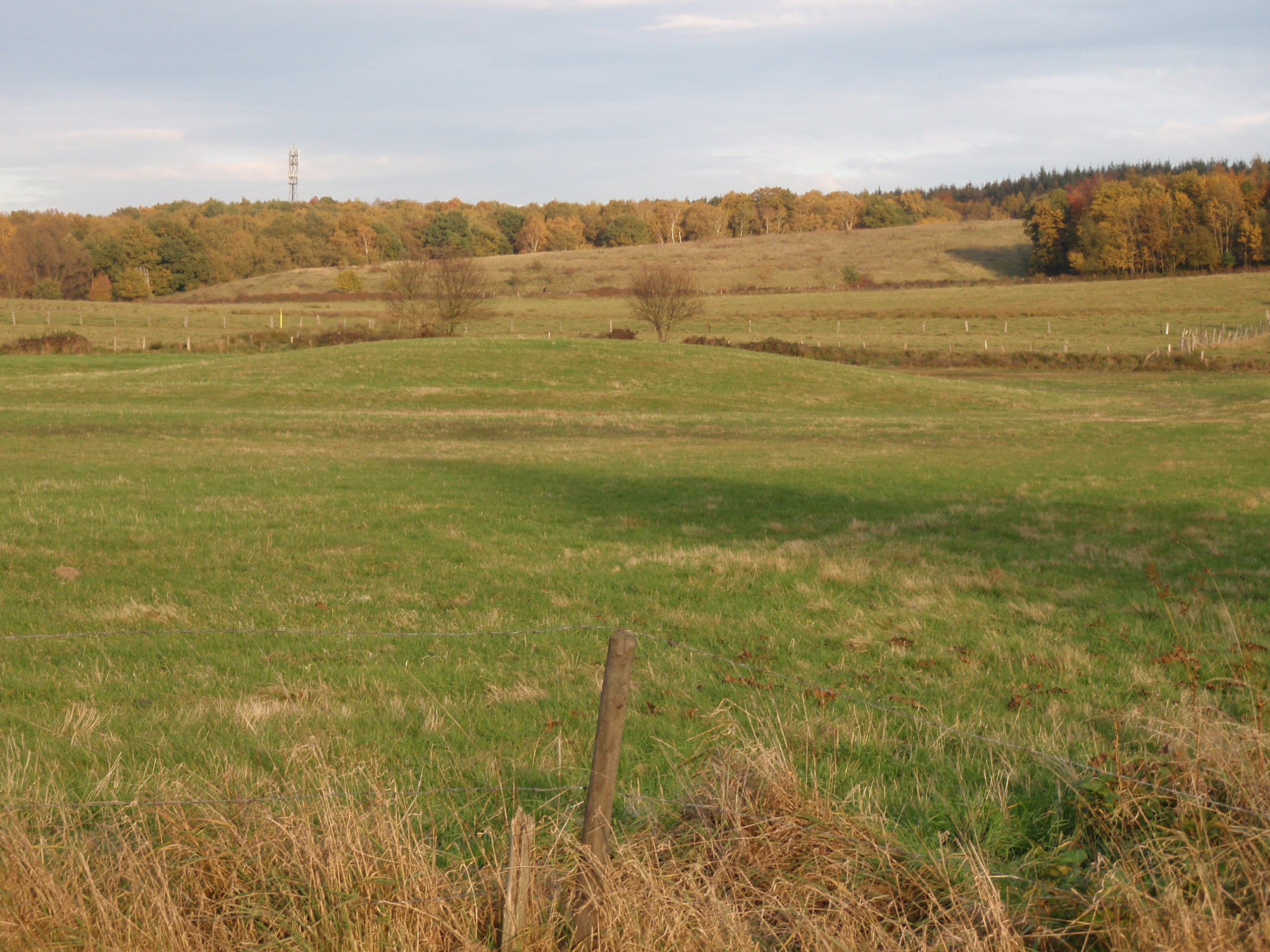
Blick auf die noch erkennbaren Umrisse